# Lövétei Lázár László

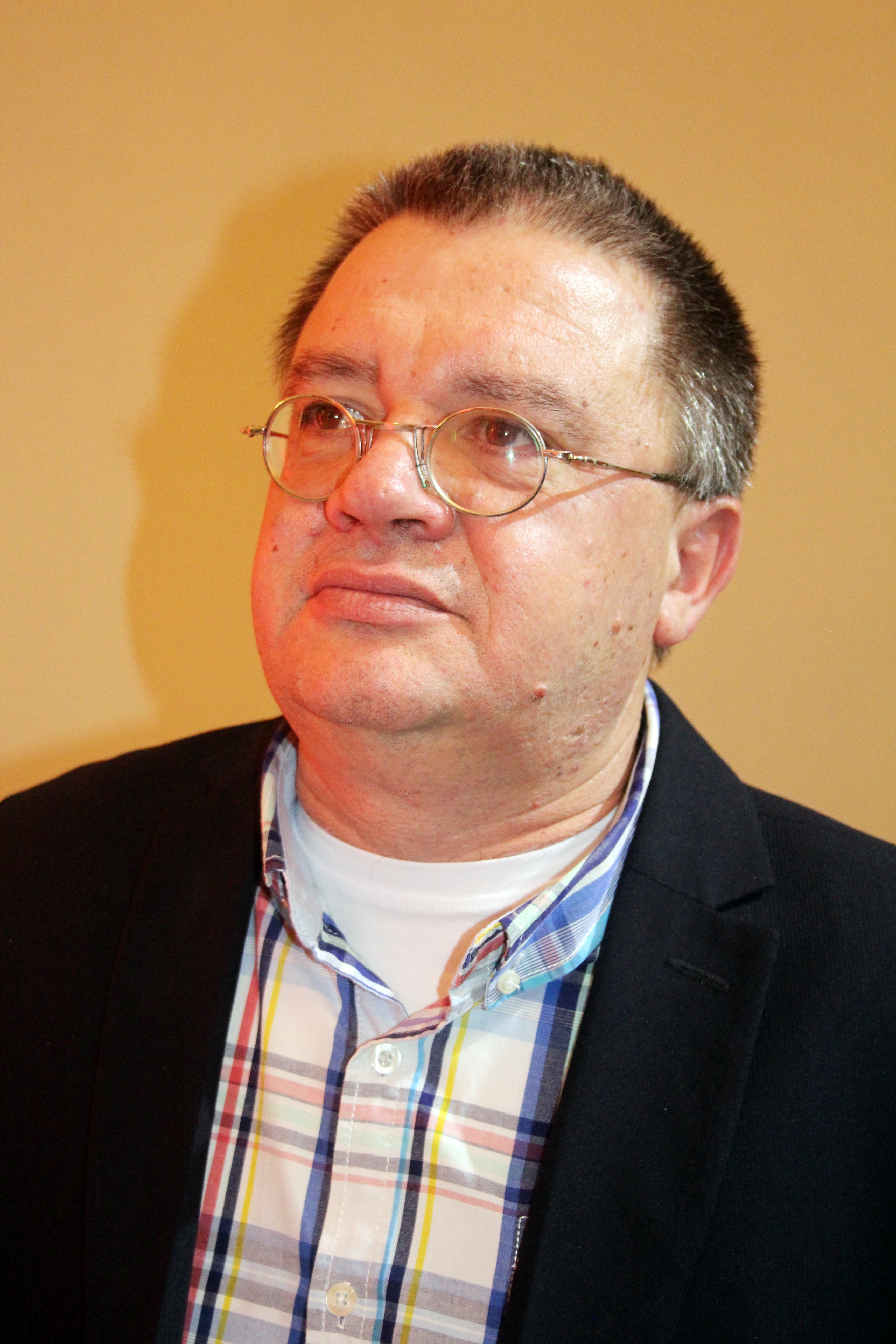
Horváth László felvétele, 2020

Lövétei Lázár László (Lövéte, 1972. február 2. –) József Attila-díjas magyar költő, műfordító, szerkesztő.

## Életpályája
1990–1992 a műszaki egyetem diákja volt Kolozsvárott. 1993–1998 a Babeș–Bolyai Tudományegyetem magyar-román szakos hallgatója volt. 1998 óta a csíkszeredai Székelyföld szerkesztője, a lapalapító Ferenczes István nyugdíjba vonulása után (2010) főszerkesztője. 2019 májusától szabadfoglalkozású. Csíkszentdomokoson él.

## Magánélete
1998-ban házasságot kötött Boros Csillával. Két lányuk, Júlia (2005), Éva (2007) és egy fiuk, László (2011) született.

## Művei
- A névadás öröme; Erdélyi Híradó, Kolozsvár, 1997 (Előretolt helyőrség könyvek)
- Távolságtartás; Pro-Print, Csíkszereda, 2000
- Két szék között; Kalligram, Pozsony, 2005
- Arany versek. Széljegyzetek Arany Jánoshoz; Hargita, Csíkszereda, 2009
- Árkádia-féle. Válogatott és új versek; Erdélyi Híradó–Előretolt Helyőrség Szépirodalmi Páholy–Ráció, Kolozsvár–Bp., 2009 (Előretolt helyőrség könyvek)
- Tizenkét vers, tizenkét grafika; vers Lövétei Lázár László, grafika Siklódy Ferenc; Pro-Print, Csíkszereda, 2011
- Zöld. 12 ecloga; ill. Léstyán Csaba; Erdélyi Híradó–Előretolt Helyőrség Szépirodalmi Páholy–FISZ, Kolozsvár–Bp., 2011 (Előretolt helyőrség könyvek)
- Lázár-kert; rajz Damó István; Gutenberg, Csíkszereda, 2012
- Alkalmi; Sétatér Kulturális Egyesület, Kolozsvár, 2016
- Miféle harag; Előretolt Helyőrség Íróakadémia–Kárpát-medencei Tehetséggondozó Nonprofit Kft., Bp., 2019
- Feketemunka, Kalligram 2021
- Zákeus fügefája, Kalligram-Bookart, 2023
- A legkönnyebb igazat mondani. Sóváradi beszélgetés Király Lászlóval, Erdélyi Híradó-Sétatér, 2023
- Újabb Alkalmi, Erdélyi Híradó-Sétatér, 2024

## Műfordításai
- Mircea Cărtărescu: Lulu; ford. Lövétei Lázár László; Gondolat, Bp., 2004 (Gondolat világirodalmi sorozat)
- Filip Florian–Matei Florian: Kölyök utca; ford. Lövétei Lázár László; Csíkszereda, Bookart, 2014
- Alexandru Vakulovski: Hányinger utca; ford. Lövétei Lázár László; Kolozsvár, Sétatér, 2015
- Doina Ioanid: Ideje, hogy fülbevalót hordj és más poémák; ford. Lövétei Lázár László; Marosvásárhely, Lector Kiadó, 2019
- Gheorghe Crăciun - Ioan Groșan - Mircea Nedelciu: Román triptichon; ford. Lövétei Lázár László; Marosvásárhely, Lector Kiadó 2021
- Alexandru Vakulovski: kié ez a ház. Budapest, Guttenberg Pál Népfőiskola - Orpheus Kiadó, 2025.

## Szerkesztéseiből
- Fodor Sándor: Mária lábától a sündisznóállásig; szerk. Lövétei Lázár László; Hargita, Csíkszereda, 2005
- Garay János: Az obsitos. Háry János kalandjai; szerk. Lövétei Lázár László, ill. Léstyán Csaba; Hargita, Csíkszereda, 2006
- Molnár Zoltán: Mint csillag az égen; szerk. Lövétei Lázár László, előszó Borbély Botond, ill. Gál Csaba; Gutenberg Grafikai Műhely és Nyomda, Csíkszereda, 2010
- Bözödi György: Székely bánja; szerk. Lövétei Lázár László; Hargita, Csíkszereda, 2012 (Székely Könyvtár 4.)
- Apor Péter: Metamorphosis Transylvaniae; szerk. Lövétei Lázár László; Hargita, Csíkszereda, 2012 (Székely Könyvtár 6.)
- Az idők mérlegén. Tanulmányok Márton Áron püspökről; szerk. Bodó Márta, Lázár Csilla, Lövétei Lázár László; Szent István Társulat–Verbum, Bp.–Kolozsvár, 2013
- Hermányi Dienes József: Nagyenyedi Demokritus; vál. és szerk. Lövétei Lázár László; Hargita, Csíkszereda, 2013 (Székely Könyvtár 11.)
- Vári Attila: Volt egyszer egy város; szerk. Lövétei Lázár László; Hargita, Csíkszereda, 2014 (Székely Könyvtár 25.)
- Ferenczes István: Válogatott versek; vál. és szerk. Lövétei Lázár László; Hargita, Csíkszereda, 2014 (Székely Könyvtár 30.)
- Bogdán László: Az ördög Háromszéken; szerk. Lövétei Lázár László; Hargita, Csíkszereda, 2015 (Székely Könyvtár 40.)
- Bölöni Farkas Sándor: Utazás Észak-Amerikába; szerk. Lövétei Lázár László; Hargita, Csíkszereda, 2016 (Székely Könyvtár 41.)
- Filip Florian: Mint minden bagoly; ford. Demény Péter, szerk. Lövétei Lázár László; Bookart, Csíkszereda, 2016
- Siklódy Ferenc: Könyvjegyek I.; szerk. Lövétei Lázár László; Hargita, Csíkszereda, 2016 (Székely Könyvtár 50+)
- Györffy Kálmán: Válogatott novellák; vál. és szerk. Lövétei Lázár László; Hargita, Csíkszereda, 2017 (Székely Könyvtár 60.)
- Kenéz Ferenc: Cérnafű; szerk. Lövétei Lázár László; Bookart, Csíkszereda, 2017
- Sütő István: Válogatott versek; vál. és szerk. Lövétei Lázár László; Hargita, Csíkszereda, 2018 (Székely Könyvtár 65.)
- Orbán Balázs: Válogatott írások és beszédek; vál. és szerk. Lövétei Lázár László; Hargita, Csíkszereda, 2018 (Székely Könyvtár 66.)
- Lőrincz György: Válogatott novellák; vál. és szerk. Lövétei Lázár László; Hargita, Csíkszereda, 2019 (Székely Könyvtár 74.)
- Székely költők az árnyékos oldalról; vál. és szerk. Lövétei Lázár László; Hargita, Csíkszereda, 2019 (Székely Könyvtár 78.)
- Székely írók az árnyékos oldalról; vál. és szerk. Lövétei Lázár László; Hargita, Csíkszereda, 2020 (Székely Könyvtár 82.)
- Székely János: Három dráma; szerk. Lövétei Lázár László; Hargita, Csíkszereda, 2020 (Székely Könyvtár 84.)
- A székelyek. Rólunk írták; vál. és szerk. Lövétei Lázár László; Hargita, Csíkszereda, 2021 (Székely Könyvtár 92.)
- Ferenczes István: Drakula blues; szerk. Lövétei Lázár László; Pro-Print, Csíkszereda, 2021
- Szabó Gyula: Gólya szállt a csűrre; szerk. Lövétei Lázár László; Hargita, Csíkszereda, 2021 (Székely Könyvtár 93.)
- Benkő József: Transsilvania specialis. A székelyek földje; vál. és szerk. Lövétei Lázár László; Hargita, Csíkszereda, 2021 (Székely Könyvtár 96.
- Siklódy Ferenc: Könyvjegyek II.; szerk. Lövétei Lázár László; Hargita, Csíkszereda, 2021 (Székely Könyvtár 100+)
- Erdélyi Szép Szó; vál. és szerk. Lövétei Lázár László; Pro-Print, Csíkszereda, 2023, 2024, 2025
- Mircea Cărtărescu: ne kiáltsd sohasem segítség; ford. Visky András, szerk. Lövétei Lázár László; Bookart, Csíkszereda, 2024
- Ovidiu Genaru: Mircea könyve. Duna-csatorna; ford. Demény Péter, szerk. Lövétei Lázár László; Bookart, Csíkszereda, 2024
- Tompa Gábor: Hamlet homloka; szerk. Lövétei Lázár László; Bookart, Csíkszereda, 2024
- Wirth Imre: Falkland; szerk. Lövétei Lázár László; Bookart, Csíkszereda, 2025
- Borsodi L. László: Nélkülem is rendezi; szerk. Lövétei Lázár László; Bookart, Csíkszereda, 2025

## Díjai, kitüntetései
- A Romániai Írók Szövetségének Debüt-díja (1997)
- Móricz Zsigmond-ösztöndíj (2000)
- Faludy György-díj (2001)
- Déry-díj (2005)[1]
- a Tehetséges Magyarországért Alapítvány díja (2007)
- Nizzai kavics-díj (2007)
- Látó-nívódíj (2007, vers)
- Radnóti-díj (2008)
- József Attila-díj (2009)[2]
- Magyar Művészeti Akadémia – Az év legjobb könyve (2017)[3]
- Balassi Bálint-emlékkard (2018)
- Erdélyi Kortárs Magyar Kultúráért Díj (2020)
- Salvatore Quasimodo-Emlékdíj [4] (2020)
- Kemény Zsigmond-díj (2021)[5]
- Baumgarten-díj (2022)
- Magyarország Babérkoszorúja díj (2023)
- A Romániai Írószövetség magyar irodalmi díja[6] (2024)